# Szvit (Bartók)
Bartók Béla zongorára íródott Szvitje, amely op. 14 jelzés alatt jelent meg, a Szőllősy-jegyzékszámban pedig a 62-es számot viseli, 1916-ban keletkezett. BB száma 70.
A darab szerzője zongoramuzsikájának egyik legjelentősebb darabja, amelyben fokozott igényességgel újította meg addigi zongorastílusát és technikáját. A kompozíció mérsékelten gyors táncos lejtésű indításból tételről tételre gyorsabbá, szilajabbá válik, míg a hajszás tetőponton hirtelen visszahull az utolsó tétel lassú, magányos zenéjébe. A mű körülbelül 8 perc hosszú.
A darab Rákoskeresztúron keletkezett 1916 februárjában. Nem kétséges, hogy sötéten izzó szenvedélye, tragikus hangulata a csüggedés és kétségbeesés lelkiállapotát fejezi ki, az első világháború értelmetlen pusztításai fölött keserűn töprengő Bartók hangját örökíti meg. Más, mint a zeneszerző eddigi zongoraművei, és ezt a különbözőséget csak részben tulajdoníthatjuk annak a körülménynek, hogy a Szvit nem dolgoz fel népdalokat (jóllehet a népdal-intonáció nem idegen tőle). A „… zongoratechnika megújítására, megváltoztatására gondoltam” – vallja a zeneszerző egy amerikai lemezfelvételen megörökített nyilatkozatában – „egy tisztább, csontosabb-izmosabb stílusra, amelyből hiányzik a késő romantika súlyos akkordikus stílusa, a fölösleges ornamentika, mint például a tört akkordok és más képletek, és amelyik sokkal egyszerűbb stílus.” (Idézi Somfai László a Hungaroton Bartók-összkiadásának ismertetőjében).
A Szvit eredetileg öttételes volt, a második helyen álló Andante azonban a végleges koncepcióból kimaradt, és csak Bartók halála után jelent meg nyomtatásban. Az első tétel dallami és harmóniai készletét az egészhangú skála határozza meg (a befejezés előtt több mint három oktávon fut fel). Ritmikája román táncemlékeket idéz fel, formája háromszakaszos, a harmadik formarész visszatérés és kóda egyben. A második tétel helyére a négytételes változatban a Scherzo került. Variált visszatérő szakaszokból épített forma, amelyben a bővített hármashangzatok figurációi helyenként tizenkét fokú konstrukciót eredményeznek. A motorikusan lüktető, démoni harmadik tétel – a zeneszerző nyilatkozata szerint – olyan elemeket is tartalmaz, amelyek az arab népzene kutatása során ragadták meg figyelmét. Az utolsó tétel lassú zene, befelé forduló meditáció élénkebb tempójú középrésszel, a végletekig lehalkított, semmibevesző befejezéssel, amely fantasztikus hangzathalmazzal cseng ki.
Tételek:
1. Allegretto
2. Scherzo
3. Allegro molto
4. Sostenuto

## Autográf anyagok
- Fogalmazvány (öttételes forma, a „II.” Andante tétellel) (Bartók Péter gyűjteménye: 43PS1)
- Másolat, az Universal Edition 5891 első kiadás (1918) metszőpéldánya, az I–III. tétel és a (kihagyott) Andante Ziegler Márta írása, a IV. tétel autográf (Bartók Péter gyűjteménye: 43PFC2)
- Az öttételes forma a Bartók-növendék Egri Irén másolatában, Bartók javításaival (Bartók Archívum, Budapest: 5412)
- A IV. tétel Márta másolatában, Bartók kiegészítéseivel (Bartók Archívum, Budapest: 2009)
- Az UE első kiadás javított korrektúralevonata, 1918. augusztus (Bartók Archívum, Budapest: 1995)
- Egy UE/Boosey & Hawkes kiadás amerikai revíziója, új időtartam-adatokkal (Bartók Péter gyűjteménye: 43PFC1).